# المخروم
المخروم بلدة سوريّة تتبع إداريّاً لمحافظة حلب منطقة منبج ناحية مسكنة، بلغ تعداد سكانها 357 نسمة حسب التعداد السكاني لعام 2004.